# Гербі: Шалені перегони
Гербі: Шалені перегони (інші назви — Гербі: Божевільні перегони, Гербі: Повне завантаження, (англ. Herbie: Fully Loaded)) — американська фентезійна комедія 2005, шостий фільм із серії про Гербі.

## Сюжет
Гербі, гоночний автомобіль «Фольксваген Жук» з переможним минулим, виводять з експлуатації та відбуксирують на звалище після кількох поразок у гонках.
Меггі Пейтон закінчила коледж. Її батько, Рей Пейтон-старший, бере її на звалище, щоб купити їй машину як подарунок на випускний, і вона вибирає Гербі. Потім Гербі самовільно відвозить Меггі до її друга-механіка Кевіна. Гербі обманом змушує Меггі переодягнутися в гоночний костюм і шолом та кинути виклик чемпіону NASCAR Тріпу Мерфі на імпровізовану гонку, яку Гербі виграє. Тріп стає одержимим Гербі та таємничим водієм і організовує місцеве змагання з перегонів, щоб заманити Гербі назад на реванш. Хоч Рей-старший заборонив Меггі брати участь у перегонах через аварію на вуличних гонках, Меггі та Кевін беруть участь у події. Гербі отримує новий «вигляд вуличного гонщика» та нові частини.
Гербі та Меггі легко перемагають інших конкурентів і кваліфікуються до фінального матчу з Тріпом, але напередодні заїзду Тріп дає Меггі покерувати своїм авто. Під час гонки ревнощі Гербі через бажання Меггі виграти автомобіль Тріпа призводять до того, що вони з Меггі програють.
Меггі намагається викупити Гербі у Тріпа, але виявляє, що Тріп віддав його у руйнівне шоу. Прагнучи врятувати Гербі від знищення, Меггі кидається на арену, вибігає на поле під час дербі та благає сильно пошкодженого Гербі пробачити її. Їм вдається втекти з арени.
Тим часом гоночній команді Peyton доводиться відмовитися від майбутньої гонки NASCAR через фінансові проблеми та дві аварії, в які потрапив пілот команди та брат Меггі Рей Пейтон-молодший. Рей-старший відмовляється дозволити Меггі керувати командою, але Рей-молодший самостійно вирішує, що вона займе його місце, і посилає команду допомогти їй.
Під час гонки Тріп намагався знищити Гербі, але розбивається, перекинувшись на дах. Меггі стає наступним Пейтоном і першою жінкою, яка виграє гонку NASCAR.

## У ролях
| Актор          | Роль                    |
| -------------- | ----------------------- |
| Ліндсі Лохан   | Маргарет «Меггі» Пейтон |
| Джастін Лонг   | Кевін                   |
| Метт Діллон    | Тріп Мерфі              |
| Майкл Кітон    | Рей Пейтон-старший      |
| Брекін Меєр    | Рей Пейтон-молодший     |
| Шеріл Гайнс    | Саллі                   |
| Томас Леннон   | Ларрі Мерфі             |
| Джиммі Сімпсон | Краш                    |
| Джилл Річі     | Харизма                 |

## Критика
Фільм отримав змішані відгуки. На Rotten Tomatoes фільм отримав оцінку 41% на основі 143 відгуків від критиків і 39% від більш ніж 100 000 глядачів. Але він був дуже успішним в прокаті, зібравши більше 140 млн $.